# Мещанинов, Даниил Федотович
Дании́л Федо́тович Мещани́нов (1870, Новинки-Бегичево, Серпуховский округ — 9 декабря 1937, Бутовский полигон, Московская область) — священник, священномученик.

## Биография
Родился в 1870 году в селе Новинки Серпуховского уезда Московской губернии в семье крестьянина-бедняка. Получив первоначальное образование, в раннем возрасте устроился рабочим.
В 1916 году был призван в армию, где прослужил рядовым до 1917 года.
После возвращения из армии до 1920 года был рабочим.
С 1920 года служил псаломщиком в Покровской церкви села Мартьянова Серпуховского района.
В 1932 году был рукоположен во священника епископом Иннокентием (Летяевым) и определён к тому же храму.
В ночь на 28 ноября 1937 года был арестован и заключён в Серпуховскую тюрьму; затем был переведён в Таганскую тюрьму в Москве.
5 декабря 1937 года тройка НКВД по Московской области по ст. 58-10 УК РСФСР приговорила его к расстрелу за «контрреволюционную деятельность».
Расстрелян 9 декабря 1937 года на полигоне Бутово под Москвой и погребён в безвестной общей могиле.
Покровская церковь в селе Мартьянове была демонтирована.

## Память
Причислен к лику новомучеников Российских постановлением Священного Синода от 12 марта 2002 года для общецерковного почитания.
Память 26 ноября, в Соборе новомучеников и исповедников Церкви Русской, Соборе Бутовских новомучеников и в Соборе Серпуховских новомучеников.

## Документы
- ГАРФ, ф. 10035, д. № 19548.

### Другие материалы
- БД ПСТГУ Новомученики и Исповедники Русской Православной Церкви XX века.
- Дамаскин (Орловский), игум., Житие.
- «Житие священномученика Даниила Мещанинова (1870—1937)», сайт Православный Серпухов.
- Страница сайта Псковского Васильевского храма на Горке.